# 1,3,5-trimetil-1,3,5-triazinano
El 1,3,5-trimetil-1,3,5-triazinano, conocido también como 1,3,5-trimetilhexahidro-1,3,5-triazina,  hexahidro-1,3,5-trimetil-1,3,5-triazina o 1,3,5-trimetil-1,3,5-triazaciclohexano, es un compuesto orgánico de fórmula molecular C6H15N3. Consiste en un anillo de 1,3,5-triazinano —anillo de seis miembros donde se alternan átomos de carbono y nitrógeno— pero donde un grupo metilo adicional está enlazado a cada uno de los tres nitrógenos. Es, pues, una triamina con tres grupos amino terciarios.

## Propiedades físicas y químicas
A temperatura ambiente, el 1,3,5-trimetil-1,3,5-triazinano es un líquido incoloro o de color amarillo muy pálido.
Posee una densidad menor que la del agua (ρ = 0,919 g/cm³), teniendo su punto de fusión a -27 °C y su punto de ebullición a 163 °C.
Es un compuesto soluble en agua, acetona y etanol. El valor del logaritmo de su coeficiente de reparto, logP = 0,13, implica una solubilidad ligeramente menor en disolventes polares que en disolventes apolares como el 1-octanol.

## Síntesis y usos
El 1,3,5-trimetil-1,3,5-triazinano se puede sintetizar a partir de mezclas de formaldehído y metilamina acopladas con sales de diazonio.
Otra ruta de síntesis utiliza como precursores compuestos orgánicos de silicio, como trimetilsilil N-[(dimetilamino)metil]-N-metilcarbamato o N-trimetilsililmetianamina.
Por otra parte, se ha estudiado la reacción de esta poliamina con [Cu(MeCN)4](BF4) en cloruro de metileno, dando lugar a dos grupos Cu6 en donde el 1,3,5-trimetil-1,3,5-triazinano actúa como ligando entre dos unidades Cu3 triangulares.
El 1,3,5-trimetil-1,3,5-triazinano se ha utilizado como componente de formulaciones para inhibir la corrosión de los metales utilizados en la industria del petróleo.
Su capacidad de polimerización con 1,6-hexanoditiol se ha usado para la manufactura de politioéteres, polímeros que exhiben alta flexibilidad a bajas temperaturas y resistencia a los combustibles, empleándose como adhesivos y para eliminar iones de metales pesados; dicha característica hace que también se use en la elaboración de polisulfonas, cuya alta estabilidad térmica y mecánica propicia su uso como retardantes de fuego o como dieléctricos en condensadores.

## Precauciones
El 1,3,5-trimetil-1,3,5-triazinano es un producto inflamable, tanto en su forma líquida como gas, siendo su punto de inflamabilidad 49 °C. Su vapor puede formar mezclas explosivas con el aire.
En el organismo humano, su contacto con la piel puede producir inflamación, caracterizada por picor, descamación, enrojecimiento y ocasionalmente formación de ampollas.